# Wereldbeker bobsleeën
De wereldbeker bobsleeën is een regelmatigheidsklassement in deze tak van sport dat sinds het seizoen 1983/84 voor mannen (twee- en viermansbob) wordt georganiseerd en voor vrouwen sinds het seizoen 1993/94 in de tweemansbob en 2022/23 in de monobob door de Internationale Bobslee- en Skeletonfederatie.
N.B. In onderstaande tabellen worden alleen de namen van de piloten weergegeven.

## Mannen

### Tweemansbob
| Editie  | Eerste              | Tweede              | Derde                    |
| ------- | ------------------- | ------------------- | ------------------------ |
| 1983/84 | Wolfgang Hoppe      |                     |                          |
| 1984/85 | Anton Fischer       |                     |                          |
| 1985/86 | Maris Poikans       | Vjatsjeslav Savlev  | Ekkehard Fasser          |
| 1986/87 | Anton Fischer       | Matthew Roy         | Wolfgang Hoppe           |
| 1987/88 | Jānis Ķipurs        | Volker Dietrich     | Zintis Ekmanis           |
| 1988/89 | Gustav Weder        | Detlef Richter      | Nico Baracchi            |
| 1989/90 | Christian Schebitz  | Greg Haydenluck     | Maris Poikans            |
| 1990/91 | Wolfgang Hoppe      | Gustav Weder        | Chris Lori               |
| 1991/92 | Günther Huber       | Gustav Weder        | Chris Lori               |
| 1992/93 | Günther Huber       | Gustav Weder        | Brian Shimer             |
| 1993/94 | Pierre Lueders      | Christoph Langen    | Günther Huber            |
| 1994/95 | Pierre Lueders      | Reto Götschi        | Günther Huber            |
| 1995/96 | Christoph Langen    | Pierre Lueders      | Sepp Dostthaler          |
| 1996/97 | Pierre Lueders      | Günther Huber       | Brian Shimer             |
| 1997/98 | Pierre Lueders      | Günther Huber       | Sandis Prusis            |
| 1998/99 | Christoph Langen    | Reto Götschi        | Pierre Lueders           |
| 1999/00 | Christian Reich     | Reto Götschi        | Marcel Rohner            |
| 2000/01 | Martin Annen        | René Spies          | André Lange              |
| 2001/02 | Martin Annen        | Pierre Lueders      | Christian Reich          |
| 2002/03 | Pierre Lueders      | René Spies          | André Lange              |
| 2003/04 | Christoph Langen    | Pierre Lueders      | André Lange              |
| 2004/05 | Martin Annen        | Pierre Lueders      | Aleksandr Zoebkov        |
| 2005/06 | Pierre Lueders      | Aleksandr Zoebkov   | Todd Hays                |
| 2006/07 | Steven Holcomb      | Pierre Lueders      | André Lange              |
| 2007/08 | André Lange         | Ivo Rüegg           | Aleksandr Zoebkov        |
| 2008/09 | Beat Hefti          | André Lange         | Thomas Florschütz        |
| 2009/10 | Ivo Rüegg           | Thomas Florschütz   | Karl Angerer             |
| 2010/11 | Aleksandr Zoebkov   | Manuel Machata      | Simone Bertazzo          |
| 2011/12 | Beat Hefti          | Maximilian Arndt    | Aleksandr Zoebkov        |
| 2012/13 | Lyndon Rush         | Oskars Melbārdis    | Manuel Machata           |
| 2013/14 | Steven Holcomb      | Beat Hefti          | Francesco Friedrich      |
| 2014/15 | Oskars Melbārdis    | Beat Hefti          | Rico Peter               |
| 2015/16 | Won Yun-jong        | Nico Walther        | Uģis Žaļims              |
| 2016/17 | Francesco Friedrich | Steven Holcomb      | Won Yun-jong             |
| 2017/18 | Justin Kripps       | Francesco Friedrich | Chris Spring             |
| 2018/19 | Francesco Friedrich | Justin Kripps       | Nico Walther             |
| 2019/20 | Francesco Friedrich | Oskars Ķibermanis   | Justin Kripps            |
| 2020/21 | Francesco Friedrich | Johannes Lochner    | Dominik Dvořák           |
| 2021/22 | Francesco Friedrich | Justin Kripps       | Rostislav Gajtjoekevitsj |
| 2022/23 | Johannes Lochner    | Francesco Friedrich | Brad Hall                |
| 2023/24 | Francesco Friedrich | Johannes Lochner    | Adam Ammour              |
| 2024/25 | Francesco Friedrich | Johannes Lochner    | Brad Hall                |

| Top medailleklassement individueel | Top medailleklassement individueel | Top medailleklassement individueel | Top medailleklassement individueel |
| ---------------------------------- | ---------------------------------- | ---------------------------------- | ---------------------------------- |
| Francesco Friedrich                | 7                                  | 2                                  | 1                                  |
| Pierre Lueders                     | 6                                  | 5                                  | 1                                  |
| Christoph Langen                   | 3                                  | 1                                  | 0                                  |
| Martin Annen                       | 3                                  | 0                                  | 0                                  |
| Günther Huber                      | 2                                  | 2                                  | 2                                  |
| Beat Hefti                         | 2                                  | 2                                  | 0                                  |
| Wolfgang Hoppe                     | 2                                  | 0                                  | 1                                  |
| Anton Fischer                      | 2                                  | 0                                  | 0                                  |
| Steven Holcomb                     | 2                                  | 0                                  | 0                                  |

| Medailleklassement landen | Medailleklassement landen | Medailleklassement landen | Medailleklassement landen |
| ------------------------- | ------------------------- | ------------------------- | ------------------------- |
| GER                       | 13                        | 13                        | 12                        |
| SUI                       | 08                        | 09                        | 05                        |
| CAN                       | 08                        | 08                        | 05                        |
| FRG                       | 03                        | 0                         | 0                         |
| ITA                       | 02                        | 02                        | 03                        |
| USA                       | 02                        | 02                        | 03                        |
| URS                       | 02                        | 01                        | 02                        |
| LAT                       | 01                        | 02                        | 02                        |
| GDR                       | 01                        | 02                        | 01                        |
| RUS                       | 01                        | 01                        | 03                        |
| KOR                       | 01                        | 0                         | 01                        |
| GBR                       | 0                         | 0                         | 02                        |
| CZE                       | 0                         | 0                         | 01                        |

### Viermansbob
| Editie  | Eerste                    | Tweede              | Derde                          |
| ------- | ------------------------- | ------------------- | ------------------------------ |
| 1983/84 | Wolfgang Hoppe            |                     |                                |
| 1984/85 | Jeff Jost                 |                     |                                |
| 1985/86 | Ekkehard Fasser           | Walter Delle Karth  | Matthew Roy                    |
| 1986/87 | Matthew Roy               | Wolfgang Hoppe      | Peter Kienast                  |
| 1987/88 | Ingo Appelt Peter Kienast | -                   | Volker Dietrich                |
| 1988/89 | Ingo Appelt               | Gustav Weder        | Peter Kienast                  |
| 1989/90 | Chris Lori                | Maris Poikans       | Dietmar Falkenberg             |
| 1990/91 | Gustav Weder              | Ingo Appelt         | Chris Lori                     |
| 1991/92 | Wolfgang Hoppe            | Gustav Weder        | Rudi Lochner                   |
| 1992/93 | Brian Shimer              | Chris Lori          | Wolfgang Hoppe                 |
| 1993/94 | Hubert Schösser           | Dirk Wiese          | Mark Tout                      |
| 1994/95 | Pierre Lueders            | Mark Tout           | Dirk Wiese                     |
| 1995/96 | Wolfgang Hoppe            | Christoph Langen    | Chris Lori                     |
| 1996/97 | Marcel Rohner             | Wolfgang Hoppe      | Günther Huber                  |
| 1997/98 | Harald Czudaj             | Marcel Rohner       | Hubert Schösser                |
| 1998/99 | Christoph Langen          | Marcel Rohner       | André Lange                    |
| 1999/00 | Marcel Rohner             | Sandis Prusis       | Pierre Lueders                 |
| 2000/01 | André Lange               | Sandis Prusis       | Matthias Benesch               |
| 2001/02 | Martin Annen              | André Lange         | Christian Reich                |
| 2002/03 | André Lange               | Sandis Prusis       | Ralph Rüegg                    |
| 2003/04 | André Lange               | Aleksandr Zoebkov   | Todd Hays                      |
| 2004/05 | Aleksandr Zoebkov         | Pierre Lueders      | Martin Annen                   |
| 2005/06 | Aleksandr Zoebkov         | Pierre Lueders      | Martin Annen                   |
| 2006/07 | Jevgeni Popov             | Steven Holcomb      | Pierre Lueders                 |
| 2007/08 | André Lange               | Aleksandr Zoebkov   | Jānis Miņins                   |
| 2008/09 | Aleksandr Zoebkov         | Jānis Miņins        | André Lange                    |
| 2009/10 | Steven Holcomb            | Jānis Miņins        | André Lange                    |
| 2010/11 | Manuel Machata            | Steven Holcomb      | Aleksandr Zoebkov              |
| 2011/12 | Aleksandr Zoebkov         | Maximilian Arndt    | Manuel Machata                 |
| 2012/13 | Aleksandr Zoebkov         | Oskars Melbārdis    | Manuel Machata                 |
| 2013/14 | Maximilian Arndt          | Steven Holcomb      | Thomas Florschütz Chris Spring |
| 2014/15 | Oskars Melbārdis          | Alexander Kasjanov  | Maximilian Arndt               |
| 2015/16 | Maximilian Arndt          | Francesco Friedrich | Rico Peter                     |
| 2016/17 | Aleksandr Kasjanov        | Rico Peter          | Steven Holcomb                 |
| 2017/18 | Johannes Lochner          | Francesco Friedrich | Nico Walther                   |
| 2018/19 | Francesco Friedrich       | Oskars Ķibermanis   | Johannes Lochner               |
| 2019/20 | Francesco Friedrich       | Johannes Lochner    | Justin Kripps                  |
| 2020/21 | Francesco Friedrich       | Benjamin Maier      | Justin Kripps                  |
| 2021/22 | Francesco Friedrich       | Justin Kripps       | Rostislav Gajtjoekevitsj       |
| 2022/23 | Francesco Friedrich       | Brad Hall           | Johannes Lochner               |
| 2023/24 | Francesco Friedrich       | Emils Cipulis       | Johannes Lochner               |
| 2024/25 | Francesco Friedrich       | Johannes Lochner    | Brad Hall                      |

| Top medailleklassement individueel | Top medailleklassement individueel | Top medailleklassement individueel | Top medailleklassement individueel |
| ---------------------------------- | ---------------------------------- | ---------------------------------- | ---------------------------------- |
| Francesco Friedrich                | 07                                 | 02                                 | 0                                  |
| Aleksandr Zoebkov                  | 05                                 | 02                                 | 01                                 |
| André Lange                        | 04                                 | 01                                 | 03                                 |
| / Wolfgang Hoppe                   | 03                                 | 02                                 | 01                                 |
| Marcel Rohner                      | 02                                 | 02                                 | 0                                  |
| Maximilian Arndt                   | 02                                 | 01                                 | 01                                 |
| Ingo Appelt                        | 02                                 | 01                                 | 0                                  |

| Medailleklassement landen | Medailleklassement landen | Medailleklassement landen | Medailleklassement landen |
| ------------------------- | ------------------------- | ------------------------- | ------------------------- |
| GER                       | 19                        | 09                        | 15                        |
| RUS                       | 07                        | 03                        | 02                        |
| SUI                       | 05                        | 05                        | 05                        |
| AUT                       | 04                        | 03                        | 03                        |
| USA                       | 04                        | 03                        | 03                        |
| CAN                       | 02                        | 04                        | 07                        |
| LAT                       | 01                        | 07                        | 01                        |
| GDR                       | 01                        | 02                        | 02                        |
| GBR                       | 0                         | 02                        | 02                        |
| URS                       | 0                         | 01                        | 01                        |
| ITA                       | 0                         | 0                         | 01                        |

## Vrouwen

### Monobob
| Editie  | Eerste            | Tweede      | Derde          |
| ------- | ----------------- | ----------- | -------------- |
| 2022/23 | Kaillie Humphries | Laura Nolte | Cynthia Appiah |
| 2023/24 | Lisa Buckwitz     | Bree Walker | Laura Nolte    |
| 2024/25 | Lisa Buckwitz     | Bree Walker | Laura Nolte    |

| Medailleklassement landen | Medailleklassement landen | Medailleklassement landen | Medailleklassement landen |
| ------------------------- | ------------------------- | ------------------------- | ------------------------- |
| GER                       | 02                        | 01                        | 02                        |
| USA                       | 01                        | 0                         | 0                         |
| AUS                       | 0                         | 02                        | 0                         |
| CAN                       | 0                         | 0                         | 01                        |

### Tweemansbob
| Editie  | Eerste              | Tweede               | Derde                |
| ------- | ------------------- | -------------------- | -------------------- |
| 1993/94 | Barbara Muriset     |                      |                      |
| 1994/95 | Claudia Bühlmann    |                      |                      |
| 1995/96 | Françoise Burdet    |                      |                      |
| 1996/97 | Françoise Burdet    |                      |                      |
| 1997/98 | Françoise Burdet    |                      |                      |
| 1998/99 | Françoise Burdet    | Jean Racine          | Michelle Coy         |
| 1999/00 | Jean Racine         | Jill Bakken          | Françoise Burdet     |
| 2000/01 | Jean Racine         | Sandra Prokoff       | Susi Erdmann         |
| 2001/02 | Susi Erdmann        | Sandra Prokoff       | Jean Racine          |
| 2002/03 | Sandra Prokoff      | Susi Erdmann         | Gerda Weissensteiner |
| 2003/04 | Sandra Prokoff      | Jean Racine          | Susi Erdmann         |
| 2004/05 | Sandra Kiriasis     | Cathleen Martini     | Susi Erdmann         |
| 2005/06 | Sandra Kiriasis     | Helen Upperton       | Shauna Rohbock       |
| 2006/07 | Sandra Kiriasis     | Shauna Rohbock       | Cathleen Martini     |
| 2007/08 | Sandra Kiriasis     | Cathleen Martini     | Helen Upperton       |
| 2008/09 | Sandra Kiriasis     | Cathleen Martini     | Nicole Minichiello   |
| 2009/10 | Sandra Kiriasis     | Kaillie Humphries    | Cathleen Martini     |
| 2010/11 | Sandra Kiriasis     | Cathleen Martini     | Kaillie Humphries    |
| 2011/12 | Cathleen Martini    | Anja Schneiderheinze | Sandra Kiriasis      |
| 2012/13 | Kaillie Humphries   | Sandra Kiriasis      | Cathleen Martini     |
| 2013/14 | Kaillie Humphries   | Elana Meyers         | Jamie Greubel        |
| 2014/15 | Elana Meyers        | Kaillie Humphries    | Jazmine Fenlator     |
| 2015/16 | Kaillie Humphries   | Jamie Greubel-Poser  | Christina Hengster   |
| 2016/17 | Jamie Greubel-Poser | Kaillie Humphries    | Elana Meyers         |
| 2017/18 | Kaillie Humphries   | Elana Meyers-Taylor  | Mariama Jamanka      |
| 2018/19 | Mariama Jamanka     | Stephanie Schneider  | Elana Meyers-Taylor  |
| 2019/20 | Stephanie Schneider | Mariama Jamanka      | Christine de Bruin   |
| 2020/21 | Katrin Beierl       | Kim Kalicki          | Mariama Jamanka      |
| 2021/22 | Elana Meyers-Taylor | Laura Nolte          | Kim Kalicki          |
| 2022/23 | Laura Nolte         | Kim Kalicki          | Kaillie Humphries    |
| 2023/24 | Laura Nolte         | Kim Kalicki          | Lisa Buckwitz        |
| 2024/25 | Laura Nolte         | Kim Kalicki          | Lisa Buckwitz        |

| Top medailleklassement individueel | Top medailleklassement individueel | Top medailleklassement individueel | Top medailleklassement individueel |
| ---------------------------------- | ---------------------------------- | ---------------------------------- | ---------------------------------- |
| Sandra (Kiriasis-)Prokoff          | 09                                 | 03                                 | 01                                 |
| / Kaillie Humphries                | 04                                 | 03                                 | 02                                 |
| Françoise Burdet                   | 04                                 | 0                                  | 01                                 |
| Laura Nolte                        | 03                                 | 01                                 | 0                                  |
| Elana Meyers-Taylor                | 02                                 | 02                                 | 02                                 |
| Jean Racine                        | 02                                 | 02                                 | 01                                 |
| Cathleen Martini                   | 01                                 | 04                                 | 03                                 |
| Susi Erdmann                       | 01                                 | 01                                 | 03                                 |
| Mariama Jamanka                    | 01                                 | 01                                 | 02                                 |
| Jamie Greubel-Poser                | 01                                 | 01                                 | 01                                 |
| Stephanie Schneider                | 01                                 | 01                                 | 0                                  |

| Medailleklassement landen | Medailleklassement landen | Medailleklassement landen | Medailleklassement landen |
| ------------------------- | ------------------------- | ------------------------- | ------------------------- |
| GER                       | 16                        | 16                        | 12                        |
| SUI                       | 06                        | 0                         | 01                        |
| USA                       | 05                        | 06                        | 07                        |
| CAN                       | 04                        | 04                        | 03                        |
| AUT                       | 01                        | 0                         | 01                        |
| GBR                       | 0                         | 0                         | 02                        |
| ITA                       | 0                         | 0                         | 01                        |

1983/1984 · 
1984/1985 · 
1985/1986 · 
1986/1987 · 
1987/1988 · 
1988/1989 · 
1989/1990 · 
1990/1991 · 
1991/1992 · 
1992/1993 · 
1993/1994 · 
1994/1995 · 
1995/1996 · 
1996/1997 · 
1997/1998 · 
1998/1999 · 
1999/2000 · 
2000/2001 · 
2001/2002 · 
2002/2003 · 
2003/2004 · 
2004/2005 · 
2005/2006 · 
2006/2007 · 
2007/2008 · 
2008/2009 ·
2009/2010 ·
2010/2011 ·
2011/2012 ·
2012/2013 ·
2013/2014 ·
2014/2015 ·
2015/2016 ·
2016/2017 ·
2017/2018 ·
2018/2019 ·
2019/2020 ·
2020/2021 ·
2021/2022 ·
2022/2023 ·
2023/2024 ·
2024/2025
Alpineskiën ·
Biatlon ·
Bobsleeën ·
Freestyleskiën ·
Langlaufen ·
Noordse combinatie ·
Rodelen ·
Schaatsen ·
Schansspringen ·
Shorttrack ·
Skeleton ·
Snowboarden ·
Telemarken